# Dicranomyia (Dicranomyia) athabascae
Dicranomyia (Dicranomyia) athabascae is een tweevleugelige uit de familie steltmuggen (Limoniidae). De soort komt voor in het Nearctisch gebied.